# Prostřední Bečva

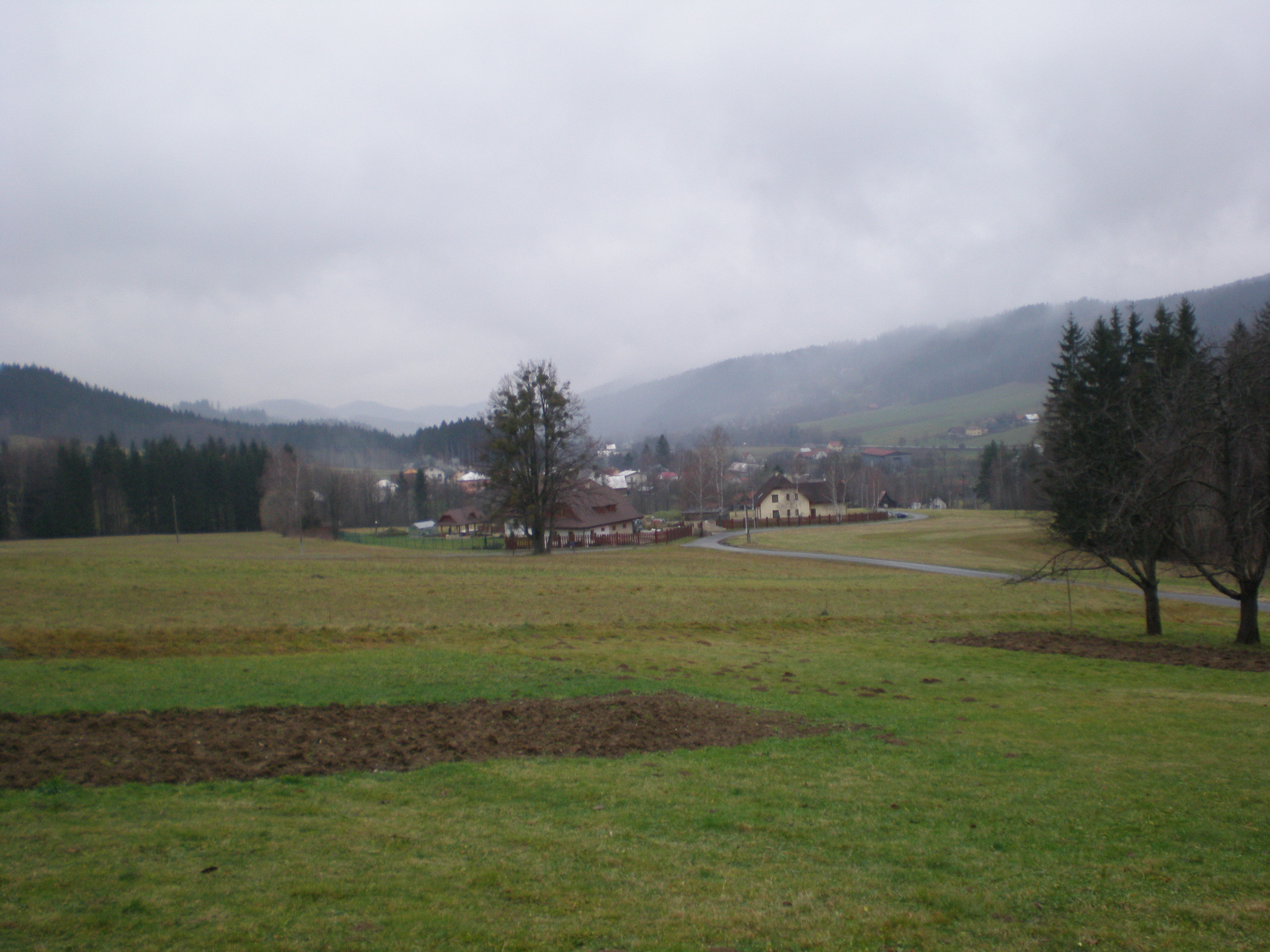
Ortsansicht

Prostřední Bečva (deutsch Mittel Betschwa, früher Mittel Beczwa bzw. Mitter Beczwa) ist eine Gemeinde in der Mährischen Walachei in Tschechien. Sie liegt neun Kilometer östlich von Rožnov pod Radhoštěm und gehört zum Okres Vsetín.

## Geographie
Prostřední Bečva befindet sich am Übergang zwischen den Mährisch-Schlesischen Beskiden und den Vsetínské vrchy im Naturpark CHKO Beskydy. Das Dorf erstreckt sich zwischen den Einmündungen der Bäche Kněhyně und Solánecký potok entlang der Rožnovská Bečva. Nördlich erheben sich die Bečovská Kyčera (783 m), Na Grúni (670 m), Tanečnice (1084 m), Čertův mlýn (1205 m) und Malinová (734 m), im Nordosten die Bukovina (995 m), Blato (938 m) und Červenec (759 m), östlich die Kobylská (804 m), im Südosten die Jezerné (836 m) und Hluboký (848 m), südlich die Kyvňačky (815 m) und Kání (675 m), im Südwesten die Pobabnica (554 m), westlich die Poskla (576 m) sowie im Nordwesten die Černá hora (884 m), Velká Polana (980 m) und der Radhošť (1129 m). Durch den Ort führt die Europastraße 442/Staatsstraße I/35 von Rožnov pod Radhoštěm zur slowakischen Grenze auf dem Makov-Pass.
Nachbarorte sind Polana, Buřov, Bacov und Ježovec im Norden, Kněhyně, Kotelnice, Pod Skalou und Na Fojtství im Nordosten, Kršly, Horní Bečva und U Závorků im Osten, Kyvňačka, Skalka und Radimov im Südosten, Kubičky, Adámky und Na Uhlisku im Süden, Pod Káním, Solanec pod Soláněm, Hutisko und Kašpírky im Südwesten, Adámky, Poskla und Vigantice im Westen sowie Humenec, V Bílovém Dvoře, U Smočků, Kopeček, U Hajdů und Dolní Bečva im Nordwesten.

## Geschichte

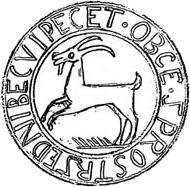
Ältestes Ortssiegel

Das obere Tal der Unteren Beczwa war bis ins 16. Jahrhundert mit dichten Wäldern bestanden und unbesiedelt. Im Laufe des 16. Jahrhunderts entstanden auf dem Gebiet der Gemeinde erste Pasekarenwirtschaften. Durch die Herren von Zierotin auf Rožnov erfolgte am Übergang vom 16. zum 17. Jahrhundert die Kolonisation des Tales. Die Ansiedlung wurde zunächst nur in Unter Becžwa und Ober Becžwa unterschieden. Im Jahre 1640 siedelten am Übergang zwischen den beiden Dörfern etwa 100 Walachen. Zu Beginn des 18. Jahrhunderts wurde die langgestreckte Ansiedlung Becžwa nochmals geteilt und 1717 erstmals die Gemeinde Mitter Becžwa erwähnt. In dieser Zeit erfolgte auch die Verlegung der Glashütte von Hutisko in das Tal der Kněhyně. Bis 1732 war das Dorf nach Rožnov gepfarrt, danach gehörte es zum Sprengel der neuen Pfarrkirche St. Josef in Hutisko. In Mitter Becžwa bestand 1775 eine Vogtei mit einer Mahlmühle und einer Stampfe. 1790 bestand der Ort aus 100 Häusern und hatte 950 Einwohner. Im 19. Jahrhundert waren die Grafen Kinsky Grundherren. Die Bewohner des Dorfes waren bis ins 19. Jahrhundert fast durchweg Analphabeten. Der erste Unterricht erfolgte durch einen Einsiedler auf dem Radhošťkamm in der Einsiedelei Pustevny. Einige bessergestellte Familien schickten 1820 ihre Kinder in die Schulen von Hutisko, Bacov und Kněhyně. Später wurde auch in Mitter Becžwa unterrichtet. 1846 wurde die Gemeinde als Mittel Betschwa bzw. Prostřednj Beczwa bezeichnet. Die Glashütte stellte in der Mitte des 19. Jahrhunderts ihren Betrieb ein. Bis zur Mitte des 19. Jahrhunderts war das Dorf immer zur Herrschaft Rožnov untertänig.
Nach der Aufhebung der Patrimonialherrschaften bildete Prostřední Bečva ab 1850 eine politische Gemeinde in der Bezirkshauptmannschaft Valašské Meziříčí. Ihre Bewohner lebten von der Viehzucht sowie der Forstarbeit, Holzfällerei und der Flößerei auf der Bečva. Ein großer Teil verdingte sich auswärts als Saisonarbeiter in der Landwirtschaft. Zugleich begann in dieser Zeit auch eine zunehmende Auswanderung in die Vereinigten Staaten. Zwischen 1876 und 1879 entstand in Prostřední Bečva ein neues Schulhaus, jedoch blieb die Schule bis 1924 eine Filiale der Bacover Schule. In Kněhyně wurde 1887 ebenfalls eine neue Schule errichtet. Zum Ende des 19. Jahrhunderts wurden die Berge zunehmend von Erholungssuchenden aufgesucht, 1891 entstand in Pustevny das erste Touristenhotel. Im Jahre 1900 lebten in Prostřední Bečva 1678 Menschen. Die Einwohnerschaft bestand aus 1619 Katholiken, 47 Reformierten sowie je sechs Lutheranern und Juden. Zu Beginn des 20. Jahrhunderts entstanden erste Kleinbetriebe. Ab 1910 gehörte die Gemeinde zum Bezirk Vsetín. Im Jahre 1924 bestanden in Prostřední Bečva zwei Sägemühlen und eine Ziegelei mit Wasserkraftwerk. Zudem bestand zwischen 1919 und 1930 auch eine Wirkwarenfabrik. Zwischen 1932 und 1948 wurde, unterbrochen durch den Krieg, die Straße nach Pustevny errichtet. 1972 wurde der Unterricht in Prostřední Bečva eingestellt, 1979 schloss auch die Schule in Kněhyně. Unterrichtet wird bis zur 5. Klasse in der Grundschule in Bacov. In der Gemeinde bestehen zwei Kindergärten. Im Jahre 2001 wurden die Kirche und der Friedhof geweiht. Die Gemeinde führt seit 2001 ein Wappen und Banner.

## Gemeindegliederung
Für die Gemeinde Prostřední Bečva sind keine Ortsteile ausgewiesen. Prostřední Bečva gliedert sich in die Ortslagen Dolní konec, střed, Bacov und Kněhyně, die Ansiedlungen Adámky Pustevny und V Huti sowie zahlreichen Einöden (Paseken).

## Sehenswürdigkeiten
- Berg Radhošť mit Denkmal der Apostel Kyrill und Method
- Radegaststatue auf dem Radhošťkamm
- Freilichtmuseum in Pustevny mit den zwischen 1891 und 1900 von Dušan Jurkovič errichteten Bauden Maměnka und Libušín
- Filialkirche in Prostřední Bečva, erbaut 2000–2001
- Kapelle in Na Skále
- Betsäule
- Naturreservate Kněhyně-Čertův mlýn und Klíny, in den Bergen nordöstlich des Dorfes
- Naturreservat Pod Juračkou, am westlichen Fuße des Červenec
- Naturschutzgebiet Poskla am gleichnamigen Hügel
- Höhle Kněhyňská jeskyně, am Südosthang der Kněhyně

## Söhne und Töchter der Gemeinde
- Jaroslava Hýžová (1915–1992), Malerin